# Semnopithecus dussumieri
El langur gris de las planicies del Sur (Semnopithecus dussumieri) es una especie de primate catarrino de la familia Cercopithecidae. Anteriormente se lo consideraba una subespecie de Semnopithecus entellus.
Habita al centro y suroeste de India. Es la especie más extendida de langur en India. Su hábitat preferido son las áreas rurales y boscosas, sin embargo también se las arregla para vivir en los suburbios de las ciudades.